# Malmgreniella dicirra
Malmgreniella dicirra är en ringmaskart som beskrevs av Hartman 1967. Malmgreniella dicirra ingår i släktet Malmgreniella och familjen Polynoidae. Inga underarter finns listade i Catalogue of Life.